# Апуре
Апу́ре (исп. Apure) — один из 23 штатов Венесуэлы. Согласно «ЭСБЕ» штат получил своё название в честь одноимённой реки.
Административный центр штата — город Сан-Фернандо-де-Апуре.
Площадь штата 76 500 км², население — 459 025 человек (2011).

## Муниципалитеты штата
- Ачагуас (Ачагуас)
- Бируака (Бируака)
- Муньос (Брусуаль)
- Паэс (Гуасдуалито)
- Педро-Камехо (Сан-Хуан-де-Паяра)
- Ромуло-Гальехос (Элорса)
- Сан-Фернандо (Сан-Фернандо-де-Апуре)